# Петър Башикаров
Петър Георгиев Башикаров е български офицер от разузнаването и политик от Българската комунистическа партия (след 1990 година – Българска социалистическа партия). През 1990 година е министър на външноикономическите връзки.

## Биография
Петър Башикаров е роден на 30 ноември 1939 година в Москва в семейството на Георги Башикаров, един от четниците в четата на Йордан Кискинов. По време на Втората световна война баща му идва в България с една от съветските диверсионни групи на парашутистите и подводничарите, за което е осъден на смърт и разстрелян през 1942 година.
През 1964 година Башикаров завършва радиотехника в Машинно-електротехническия институт (днес Технически университет) в София. През 1964 година е назначен за щатен служител в IV отдел (за водене на контраразузнавателна работа зад граница) на Първо главно управление на Държавна сигурност и е изпратен на осеммесечен курс в Съветския съюз. В Държавна сигурност той заема различни длъжности до уволнението си в края на 1979 година, достигайки до поста заместник-началник на IV отдел.
Успоредно с работата си в Държавна сигурност Башикаров работи и като служител на Комитета за наука, технически прогрес и висше образование, а след това на Министерството на външната търговия, където от 1976 година е заместник-министър. От 1966 година е член на Българската комунистическа партия. През 1979 година става първи заместник-министър на външната търговия. От 1986 година е посланик на България в Япония, където остава до 1990 година.
През 1990 година Петър Башикаров става министър на външноикономическите връзки в първото правителство на Андрей Луканов. През следващите години той е сред водачите на Българската социалистическа партия. На парламентарните избори през 2001 година, недоволен от неизбираемото място в листата, на което е поставен от лидера на партията Георги Първанов, Башикаров става независим кандидат за депутат в Пазарджишкия избирателен район, но не събира достатъчно гласове.